# Liste des comtesses de Pembroke
Le titre de comte et comtesse de Pembroke, associé au château de Pembroke dans le Pays de Galles, fut créé par le roi Étienne d'Angleterre probablement en 1138. Le titre a été recréé neuf fois ensuite, toujours dans la pairie d'Angleterre.
Le comte actuel tient le titre de comte de Montgomery créé en 1605 pour sir Philippe Herbert, le jeune fils du 2e comte, avant qu'il ne succède au 3e comte. Les deux titres ont toujours été unis depuis. Il tient aussi les titres subsidiaires de baron Herbert de Cardiff, de Cardiff dans le comté de Glamorgan (1551), baron Herbert de Shurland, de Shurland dans l'île de Sheppey dans le comté de Kent (1605), et baron Herbert de Lea, de Lea dans le comté de Wilts (1861). Tous ces titres sont dans la pairie d'Angleterre, excepté le titre baron Herbert de Lea qui est dans la pairie du Royaume-Uni.
Le fief familial des comtes se trouve à Wilton House dans le Wiltshire.

## Comtesses de Pembroke

### Famille de Clare (1138-1220)
| Nom (dates)                      | Époux                                                         | Titres                                             | Eléments biographiques |
| -------------------------------- | ------------------------------------------------------------- | -------------------------------------------------- | --- |
| Isabelle de Beaumont (1102-1172) | - Gilbert de Clare (mariage vers 1130) - Hervé de Montmorency | - Comtesse de Pembroke (1138-1147)                 | - Princesse de la Famille de Beaumont. Fille de Robert Ier de Meulan et d'Isabelle de Vermandois. - Maîtresse d'Henri Ier d'Angleterre vers 1120. - Mère de Richard FitzGilbert de Clare. |
| Aoife MacMurrough (?-1189)       | - Richard FitzGilbert de Clare (mariage en 1171)              | - Comtesse de Pembroke (1171-1176)                 | - Princesse de la dynastie Uí Cheinnselaigh. Fille de Diarmait Mac Murchada et de Mór Uí Thuathail. - Mère de Gilbert de Striguil et d'Isabelle de Clare. |
| Isabelle de Clare (1172-1220)    | - Guillaume le Maréchal (mariage en 1189)                     | - Comtesse de Pembroke (de plein droit, 1185-1220) | - Princesse de la Famille de Clare. Fille de Richard FitzGilbert de Clare et d'Aoife MacMurrough. - Mère de Guillaume le Maréchal, de Richard le Maréchal, de Maud le Maréchal, de Gilbert le Maréchal, de Gauthier le Maréchal, d'Anselme le Maréchal, d'Isabelle le Maréchal, d'Ève le Maréchal et de Jeanne le Maréchal. |

### Famille le Maréchal (1220-1245)
| Portrait | Nom (dates)                      | Époux | Titres | Eléments biographiques |
| -------- | -------------------------------- | --- | --- | --- |
|          | Aliénor d'Angleterre (1215-1275) | - Guillaume le Maréchal (mariage en 1224) - Simon V de Montfort (mariage en 1238)                        | - Comtesse de Pembroke (1224-1231) - Comtesse de Leicester (1238-1265) - Comtesse de Chester (1264-1265)                                    | - Princesse de la Maison Plantagenêt. Fille de Jean d'Angleterre et d'Isabelle d'Angoulême. - Mère d'Éléonore de Montfort. |
|          | Gervaise de Dinan (1190-1238)    | - Juhel III de Mayenne - Geoffroi Ier de Rohan (mariage en 1220) - Richard le Maréchal (mariage en 1222) | - Dame de Dinan (de plein droit, 1197-1238) - Dame de Mayenne (?-1220) - Vicomtesse de Rohan (1220-1221) - Comtesse de Pembroke (1231-1234) | - Princesse de la Famille de Vitré. Fille d'Alain de Vitré et de Clémence de Fougères.                                     |
|          | Marjorie d'Ecosse (1200-1244)    | - Gilbert le Maréchal (mariage en 1235)                                                                  | - Comtesse de Pembroke (1235-1241) | - Princesse de la Maison de Dunkeld. Fille de Guillaume Ier d'Ecosse et d'Ermengarde de Beaumont-au-Maine.                 |
|          | Marguerite de Quincy (1206-1266) | - John de Lacy (mariage en 1221) - Gauthier le Maréchal (mariage en 1242)                                | - Comtesse de Lincoln (de plein droit, 1243-1266) - Comtesse de Pembroke (1242-1245)                                                        | - Dame de la Maison de Quincy. Fille de Robert de Quincy et d'Hawise de Chester. - Mère de Mahaut de Lacy.                 |
|          | Mathilde de Bohun (?-1252)       | - Anselme le Maréchal - Roger de Quincy (mariage en 1250)                                                | - Comtesse de Pembroke (1245) | - Princesse de la Maison de Bohun. Fille d'Humphrey de Bohun et de Mathilde de Lusignan.                                   |

### Maison de Montchensy (1245-1307)
| Nom (dates)                      | Époux                                    | Titres                                                                                              | Eléments biographiques |
| -------------------------------- | ---------------------------------------- | --------------------------------------------------------------------------------------------------- | --- |
| Jeanne de Montchensy (1230-1307) | - Guillaume de Valence (mariage en 1247) | - Comtesse de Pembroke (de plein droit, 1245-1307) - Dame de Swanscombe (de plein droit, 1255-1307) | - Dame de la Maison de Montchensy. Fille de Warin de Montchensy et de Jeanne le Maréchal. - Mère de Jeanne de Valence et d'Aymar de Valence. |

### Maison de Lusignan (1307-1324)
| Portrait | Nom (dates)                              | Époux                                | Titres                             | Eléments biographiques                                                                                   |
| -------- | ---------------------------------------- | ------------------------------------ | ---------------------------------- | --- |
|          | Béatrix de Clermont-Nesle (?-1320)       | - Aymar de Valence (mariage en 1295) | - Comtesse de Pembroke (1307-1320) | - Princesse de la Maison de Clermont-Nesle. Fille de Raoul II de Clermont-Nesle et d'Isabelle d'Avesnes. |
|          | Marie de Châtillon-Saint-Pol (1303-1377) | - Aymar de Valence (mariage en 1321) | - Comtesse de Pembroke (1321-1324) | - Princesse de la Maison de Châtillon. Fille de Guy IV de Châtillon-Saint-Pol et de Marie de Bretagne.   |

### Maison Hastings (1339-1389)
| Portrait | Nom (dates)                         | Époux                                                                                                | Titres                                                                                                  | Eléments biographiques                                                                                             |
| -------- | ----------------------------------- | --- | --- | --- |
|          | Agnès Mortimer (1317-1368)          | - Lawrence Hastings (mariage en 1328) - John de Hakelut                                              | - Comtesse de Pembroke (1339-1348)                                                                      | - Princesse de la Famille Mortimer. Fille de Roger Mortimer et de Jeanne de Geneville. - Mère de Jean de Hastings. |
|          | Marguerite d'Angleterre (1346-1361) | - Jean de Hastings (mariage en 1359)                                                                 | - Comtesse de Pembroke (1359-1361)                                                                      | - Princesse de la Maison Plantagenêt. Fille d'Édouard III d'Angleterre et de Philippa de Hainaut.                  |
|          | Anne de Masny (1355-1384)           | - Jean de Hastings (mariage en 1368)                                                                 | - Comtesse de Pembroke (1368-1375) - Baronne de Masny (de plein droit, 1372-1384)                       | - Dame de la Maison de Masny. Fille de Wauthier de Masny et de Marguerite de Norfolk. - Mère de Jean Hastings.     |
|          | Élisabeth de Lancastre (1364-1426)  | - Jean Hastings (mariage en 1380) - Jean Holland (mariage en 1386) - John Cornwall (mariage en 1400) | - Comtesse de Pembroke (1380-1383) - Comtesse de Huntingdon (1388-1400) - Duchesse d'Exeter (1397-1399) | - Princesse de la Maison de Lancastre. Fille de Jean de Gand et de Blanche de Lancastre. - Mère de Jean Holland.   |
|          | Philippa Mortimer (1375-1401)       | - Jean Hastings - Richard FitzAlan - Thomas de Poynings                                              | - Comtesse de Pembroke (?-1389) - Comtesse d'Arundel (?-1397) - Baronne St John (?-1401)                | - Princesse de la Famille Mortimer. Fille d'Edmond Mortimer et de Philippa de Clarence.                            |

### Maison de Lancastre (1414-1447)
| Portrait | Nom (dates)                       | Époux | Titres | Eléments biographiques                                                                                   |
| -------- | --------------------------------- | --- | --- | --- |
|          | Jacqueline de Hainaut (1401-1436) | - Jean de France (mariage en 1415) - Jean IV de Brabant (mariage en 1418) - Humphrey de Lancastre (mariage en 1423) - Frank van Borselen (mariage en 1432) | - Dauphine de Viennois et duchesse de Touraine (1415-1417) - Duchesse de Berry (1416-1417) - Comtesse de Hainaut, de Hollande et de Zélande (de plein droit, 1417-1433) - Duchesse de Brabant (1418-1422) - Duchesse de Gloucester et comtesse de Pembroke (1423-1428) | - Princesse de la Maison de Wittelsbach. Fille de Guillaume IV de Hainaut et de Marguerite de Bourgogne. |
|          | Éléonore Cobham (1400-1452)       | - Humphrey de Lancastre (mariage en 1428) | - Fille d'honneur de Jacqueline de Hainaut (1423-1428) - Duchesse de Gloucester et comtesse de Pembroke (1428-1441) | - Dame de la Famille Cobham. Fille de Reginald Cobham et d'Éléonore Culpeper.                            |

### Famille de La Pole (1447-1450)
| Portrait | Nom (dates)               | Époux | Titres | Eléments biographiques                                                                                    |
| -------- | ------------------------- | --- | --- | --- |
|          | Alice Chaucer (1404-1475) | - John Philip (mariage en 1415) - Thomas Montaigu (mariage en 1421) - William de la Pole (mariage en 1430) | - Lady Donnington (1415-1416) - Comtesse de Salisbury (1421-1428) - Comtesse, marquise puis duchesse de Suffolk (1430-1444, 1444-1448, 1448-1450) - Dame d'honneur de la reine Marguerite d'Anjou (1445-1461) - Comtesse de Pembroke (1447-1450) | - Dame de la Famille Chaucer. Fille de Thomas Chaucer et de Matilda Burghersh. - Mère de John de la Pole. |

### Famille Herbert (1468-1479)
| Nom (dates)                 | Époux                               | Titres                                                                  | Eléments biographiques                                                                                     |
| --------------------------- | ----------------------------------- | ----------------------------------------------------------------------- | --- |
| Anne Devereux (1430-1486)   | - William Herbert (mariage en 1449) | - Comtesse de Pembroke (1468-1469)                                      | - Dame de la Famille Devereux. Fille de Walter Devereux et d'Elizabeth Merbury. - Mère de William Herbert. |
| Marie Woodville (1456-1481) | - William Herbert (mariage en 1467) | - Comtesse de Pembroke (1469-1479) - Comtesse de Huntingdon (1479-1481) | - Princesse de la Famille Woodville. Fille de Richard Woodville et de Jacquette de Luxembourg.             |

### Maison Tudor (1485-1495)
| Portrait | Nom (dates                      | Époux | Titres                                                                                         | Eléments biographiques |
| -------- | ------------------------------- | --- | ---------------------------------------------------------------------------------------------- | --- |
|          | Catherine Woodville (1458-1497) | - Henry Stafford (mariage en 1465) - Jasper Tudor (mariage en 1485) - Richard Wingfield (mariage en 1496) | - Duchesse de Buckingham (1465-1483) - Duchesse de Bedford et comtesse de Pembroke (1485-1495) | - Princesse de la Famille Woodville. Fille de Richard Woodville et de Jacquette de Luxembourg. - Mère d'Edward Stafford et d'Anne Stafford. |

### Famille Boleyn (1532-1536)
Le 1er septembre 1532, le roi Henri VIII créa Anne Boleyn marquise de Pembroke dans son propre droit, un honneur jamais vu jusque-là pour une femme, car son grand-oncle Jasper Tudor avait été comte de Pembroke, et parce que son propre père, Henri VII, y était né.
| Portrait | Nom (dates)             | Époux                                       | Titres | Eléments biographiques                                                                                               | Armoires |
| -------- | ----------------------- | ------------------------------------------- | --- | --- | -------- |
|          | Anne Boleyn (1500-1536) | - Henri VIII d'Angleterre (mariage en 1533) | - Fille d'honneur de la gouvernante des Pays-Bas Marguerite d'Autriche (1513-1514) - Fille d'honneur de la reine de France Claude de France (1514-1521) - Fille d'honneur de la reine d'Angleterre Catherine d'Aragon (1522-1531) - Marquise de Pembroke (1532-1536) - Reine d'Angleterre (1533-1536) | - Princesse de la Famille Boleyn. Fille de Thomas Boleyn et d'Élisabeth Howard. - Mère d'Élisabeth Ire d'Angleterre. |          |

### Famille Herbert (1551-)
| Portrait | Nom (dates)                                   | Époux                                                                                     | Titres | Eléments biographiques                                                                                                |
| -------- | --------------------------------------------- | ----------------------------------------------------------------------------------------- | --- | --- |
|          | Anne Parr (1515-1552)                         | - William Herbert (mariage en 1538)                                                       | - Fille d'honneur des reines Catherine d'Aragon, Anne Boleyn et Jeanne Seymour (1528-1537) - Dame d'honneur des reines Anne de Clèves et Catherine Howard (1540-1541) - Première dame d'honneur de la reine Catherine Parr (1543-1547) - Dame d'honneur de Marie d'Angleterre (1547-1552) - Comtesse de Pembroke et baronne Herbert de Cardiff (1551-1552) | - Fille de Thomas Parr et de Maud Green. - Mère d'Henry Herbert.                                                      |
|          | Anne Talbot (1523-1588)                       | - Peter Compton - William Herbert                                                         | - Comtesse de Pembroke (?-1570) | - Fille de George Talbot et d'Elizabeth Walden. - Mère d'Henry Compton.                                               |
|          | Catherine Talbot (?-1575)                     | - Henry Herbert (mariage en 1563)                                                         | - Comtesse de Pembroke (1570-1575) | - Fille de George Talbot et de Gertrude Manners.                                                                      |
|          | Mary Sidney (1561-1621)                       | - Henry Herbert (mariage en 1577)                                                         | - Comtesse de Pembroke (1577-1601) | - Fille d'Henry Sidney et de Mary Dudley. - Mère de William Herbert et de Philip Herbert.                             |
|          | Mary Talbot (1580-1649)                       | - William Herbert (mariage en 1604)                                                       | - Comtesse de Pembroke (1604-1630) | - Fille de Gilbert Talbot et de Mary Cavendish.                                                                       |
|          | Anne Clifford (1590-1676)                     | - Richard Sackville (mariage en 1609) - Philip Herbert (mariage en 1630)                  | - Baronne de Clifford (de plein droit, 1605-1676) - Comtesse de Dorset (1609-1624) - Comtesse de Pembroke (1630-1649) | - Dame de la famille Clifford. Fille de George Clifford et de Margaret Russell.                                       |
|          | Catherine Villiers                            | - Philip Herbert (mariage en 1649)                                                        | - Comtesse de Pembroke (1649-?) | - Fille de William Villiers et de Rebecca Ropper. - Mère de Philip Herbert et de Thomas Herbert.                      |
|          | Henriette de Penancoët de Keroual (1655-1728) | - Philip Herbert (mariage en 1674) - Jean-Timoléon Gouffier (mariage en 1685)             | - Comtesse de Pembroke (1674-1683) - Marquise de Thois (1685-?) | - Fille de Guillaume de Penancoët de Keroual et de Marie de Plœuc.                                                    |
|          | Margaret Sawyer                               | - Thomas Herbert (mariage en 1684)                                                        | - Comtesse de Pembroke (1684-?) | - Fille de Robert Sawyer et de Margaret Suckeley. - Mère de Henry Herbert, de William Herbert et de Nicholas Herbert. |
|          | Barbara Slingsby (1668-1721)                  | - Richard Mauleverer - John Arundell (mariage en 1693) - Thomas Herbert (mariage en 1708) | - Lady Mauleverer (?-1689) - Lady Arundell (1693-1698) - Comtesse de Pembroke (1708-1721) - Lady of the Bedchamber de Caroline d'Ansbach (1718-1721) | - Fille de Thomas Slingsby et de Dorothy Cradock. - Mère de Richard Arundell.                                         |
|          | Mary Howe (?-1749)                            | - Thomas Herbert - John Mordaunt (mariage en 1735)                                        | - Comtesse de Pembroke (?-1733) | - Fille de John Grobham Howe et d'Annabella Scrope.                                                                   |
|          | Mary FitzWilliam (?-1769)                     | - Henry Herbert (mariage en 1733)                                                         | - Comtesse de Pembroke (1733-1750) | - Fille de Richard FitzWilliam et de Frances Shelley. - Mère d'Henry Herbert.                                         |
|          | Elizabeth Spencer (1737-1831)                 | - Henry Herbert (mariage en 1756)                                                         | - Comtesse de Pembroke (1756-1794) - Lady of the Bedchamber de Charlotte de Mecklembourg-Strelitz (1783-1818) | - Dame de la Famille Spencer. Fille de Charles Spencer et d'Elizabeth Trevor. - Mère de George Herbert.               |
|          | Catherine Semyonovna Vorontsov (1784-1856)    | - George Herbert (mariage en 1808)                                                        | - Comtesse de Pembroke (1808-1827) | - Fille de Semion Romanovitch Vorontsov et de Catherine Séniavina. - Mère de Sidney Herbert.                          |
|          | Gertrude Chetwynd-Talbot (1840-1906)          | - George Herbert (mariage en 1874)                                                        | - Comtesse de Pembroke (1874-1895) | - Fille d'Henry John Chetwynd-Talbot et de Sarah Beresford.                                                           |
|          | Beatrix Lambton (1859-1944)                   | - Sidney Herbert (mariage en 1877)                                                        | - Lady Herbert (1877-1895) - Comtesse de Pembroke (1895-1913) | - Fille de George Lambton et de Beatrix Hamilton. - Mère de Reginald Herbert.                                         |
|          | Beatrice Paget                                | - Reginald Herbert (mariage en 1904)                                                      | - Comtesse de Pembroke (1913-?) | - Fille d'Alexander Paget et d'Hester Alice Stapleton-Cotton. - Mère de Sidney Herbert.                               |
|          | Mary Hope (1903-1995)                         | - Sidney Herbert (mariage en 1936)                                                        | - Comtesse de Pembroke (1960-1969) | - Fille de John Hope et de Hersey Eveleigh-de Moleyns. - Mère d'Henry Herbert.                                        |
|          | Claire Pelly                                  | - Henry Herbert (mariage en 1966)                                                         | - Comtesse de Pembroke (1969-1981) | - Fille de Douglas Gurney Pelly. - Mère de William Herbert.                                                           |
|          | Miranda Oram (1962-)                          | - Henry Herbert (mariage en 1988)                                                         | - Comtesse de Pembroke (1988-2003) | - Fille de John Somerville Kendall Oram et de Juliet Abbey.                                                           |
|          | Victoria Bullough (1985-)                     | - Wiliam Herbert (mariage en 2010)                                                        | - Comtesse de Pembroke (2010-) | - Fille de Michael Bullough et de Sandra Lee-Graham.                                                                  |